# Lygosoma afrum
Lygosoma afrum är en ödleart som beskrevs av  Peters 1854. Lygosoma afrum ingår i släktet Lygosoma och familjen skinkar. IUCN kategoriserar arten globalt som livskraftig. Inga underarter finns listade i Catalogue of Life.